# Daniel Santiago (músico)
Daniel Santiago (Brasília, 1979) é um violonista, guitarrista, compositor e arranjador brasileiro. Fundou a banda Brasília Trio aos dezenove anos, com o lançamento do primeiro álbum, intitulado Abre Alas em 2001, ao lado de músicos notáveis como Hamilton de Holanda e Rogério Caetano. O primeiro álbum solo On the Way só viria em 2006. Dois anos depois, Daniel apresentou eventos internacionais ao lado de cantores como Seu Jorge e John Paul Jones.
Seu terceiro álbum (segundo solo) Metrópole foi produzido em 2009 com canções de autoria própria. Posteriormente, foi convidado pelo compositor João Bosco para participar de um evento no Instituto Moreira Salles, em comemoração ao álbum Galos de Briga. Em 2017, foi indicado ao Grammy Latino na categoria de melhor Produtor do Ano.

## Carreira

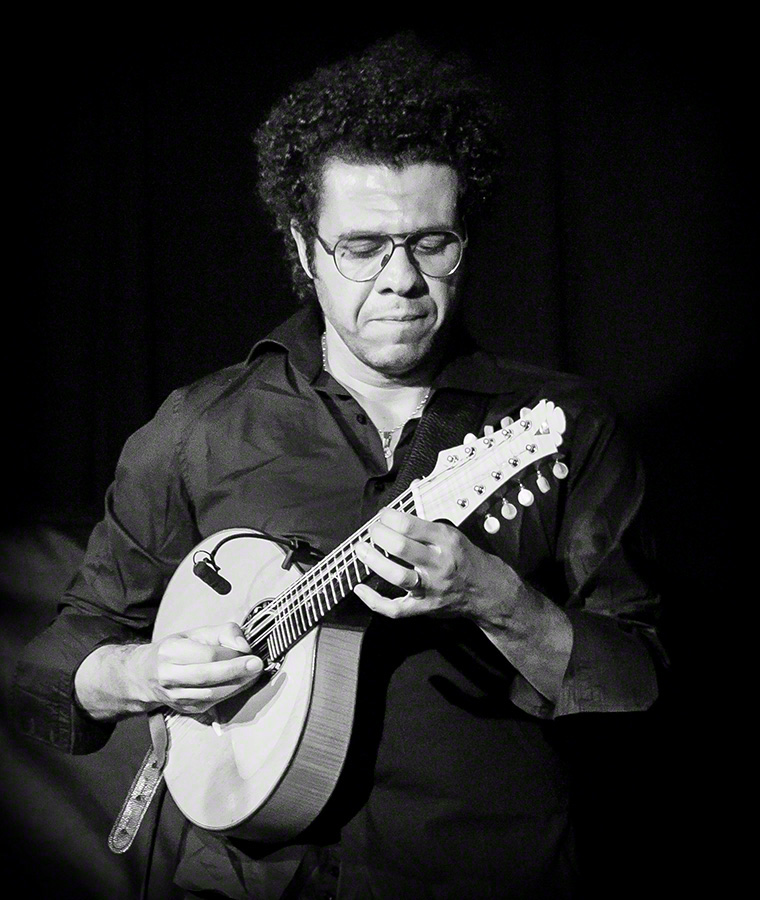
Hamilton de Holanda integrou a banda Brasília Brasil em 2001.

Nascido em Brasília, Daniel é arranjador, instrumentista e compositor, após ter estudado na Escola de Música de Brasília. Quando tinha dezenove anos, fundou a banda Brasília Trio junto com o bandolinista Hamilton de Holanda e o violonista Rogério Caetano. Em 2001, produziu o álbum Abre Alas, que contém em seu repertório canções de sua autoria como "Cirandeiro" (com Hamilton), "Brasília Brasil" e "Brazulkeira"; no mesmo ano, chegou na semifinal do Prêmio Visa/Instrumentista.
No decorrer dos anos, realizou turnês ao lado de cantores como Carlos Malta e Gabriel Grossi, assim como, do conjunto Quinteto Brasilianos, de Hamilton de Holanda, vencedor do Prêmio Tim de Música em 2007. Além disso, Daniel também esteve presente em alguns festivais musicais como: Savannah Musical Festival, nos Estados Unidos; além de projetos europeus como Montalcino Jazz & Wine, Mattosinhos Jazz Festival e Jazz in Marciac, na Itália, Portugal e França, respectivamente.
Em 2006, o primeiro álbum solo On the Way foi lançado. Dois anos mais tarde, foi convidado especial do cantor Seu Jorge para apresentar Mercedes-Benz Fashion Week, evento em Nova Iorque. No fim de 2008, ao lado baixista britânico John Paul Jones, da banda Led Zeppelin, foi responsável pelo encerramento do evento Mandolines de Lunel, na França.
Em 2009, lançou o álbum Metrópole, mencionado como um dos melhores jazz daquele ano, o que inclui canções escritas pelo próprio como "Cidade velha", "Samba", "Filhos da guerra", "Salamandra", "Dança de Angola", "Milagre", etc. O CD teve participação de Vitor Gonçalves, Guto Vitti, Josué Lopez, Márcio Bahia e Edu Ribeiro, cada um exercendo uma função como no piano, baixo, saxofone, respectivamente; sendo os dois últimos integrando a bateria. O terceiro projeto do conjunto independente O Teatro Mágico foi lançado dois anos mais tarde, período em que o compositor João Bosco convidou Daniel para participar de um evento visando a comemoração do álbum Galos de Briga, no Instituto Moreira Salles.
Em 2017, foi indicado ao Grammy Latino na categoria de melhor Produtor do Ano.

## Discografia
Entre 2001 a 2009, três álbuns foram lançados, sendo a primeira pela Banda Brasília Trio e as duas mais recentes por Daniel Santiago.
- 2001: Abre Alas (Velas – CD)
- 2006: On the Way (Adventure Records – CD)
- 2009: Metrópole (Adventure Records / Rob Digital – CD)